# Од-Веле (Анаєвське сільське поселення)
Од-Веле́ (рос. Од-Веле, ерз. Од Веле) — селище у складі Зубово-Полянського району Мордовії, Росія. Входить до складу Анаєвського сільського поселення.
Населення — 22 особи (2010; 36 у 2002).
Національний склад (станом на 2002 рік):
- мордва — 100 %

Стара назва — Нова Деревня.